# Jos Debacker
Joseph (Jos) Debacker (Diest, 24 januari 1936 - Kortenaken, 15 juni 2018) was een Belgisch politicus voor de PVV en diens opvolgers VLD en Open Vld.

## Levensloop
Beroepshalve was hij huisarts.
Hij deed zijn intrede in de lokale politiek in 1983. In 1988 werd hij schepen en in 1992 werd hij aangesteld als burgemeester in opvolging van waarnemend burgemeester en partijgenoot André Alles. Later was hij nog schepen van financiën. In mei 2012 verliet hij de politiek en ruilde hij zijn woonplaats te Waanrode in voor Baška te Kroatië.
Na een beroerte nam hij zijn intrek in het rust- en verzorgingstehuis Dellebron te Kortenaken, alwaar hij op 82-jarige leeftijd overleed.